# Jan Johannes Veurman Azn.
Jan Johannes Veurman Azn. (Steenwijkerwold, 1860? – Deventer, maart 1936) was een Nederlands burgemeester.
Hij was ambtenaar in Diepenveen en gemeentesecretaris in Gorssel. Op 3 augustus 1896 werd Veurman Azn. geïnstalleerd als burgemeester van Hengelo. Ten tijde van zijn ambtstermijn groeide Hengelo hard en was de burgemeester een veel geziene man. Per 1 januari 1901 werd hem eervol ontslag aangeboden. 
Veurman Azn. overleed op 76-jarige leeftijd in Deventer en ligt begraven op de algemene begraafplaats van Diepenveen. 